# Ocean Odyssey (schip, 1983)
De Ocean Odyssey was een halfafzinkbaar boorplatform dat in 1983 werd gebouwd door Sumitomo Heavy Industries voor Ocean Drilling & Exploration Company (Odeco). Het was een verbeterd ontwerp van de Ocean Ranger en bestond uit twee pontons met daarop elk vier kolommen, waarbij de kolommen op de hoeken een grotere diameter hebben. Tussen 1995 en 1997 werd het omgebouwd tot lanceerplatform Odyssey en werden er twee kolommen toegevoegd.
Tijdens de bouw was de naam Ocean Ranger II, maar dit werd aangepast nadat de Ocean Ranger was vergaan op 15 februari 1982.

## Blow-out
Op 22 september 1988 vond er een blow-out plaats tijdens het boren voor Atlantic Richfield (Arco) van boorgat 22/30b-3 in het Shearwater-veld, een veld met een zeer hoge reservoirdruk. Dit werd gevolgd door een brand waardoor het platform zwaar beschadigd raakte. Daarbij kwam de radio-officier Timothy Williams om het leven. De overige bemanningsleden werden gered door standbyboot Notts Forest en de AHT British Fulmar, daarbij geholpen door vijf Sea Kings die hen naar de Sedneth 701 bracht.
De reddingsactie was onderdeel van de documentairereeks Rescue in de aflevering Missing.

## Odyssey

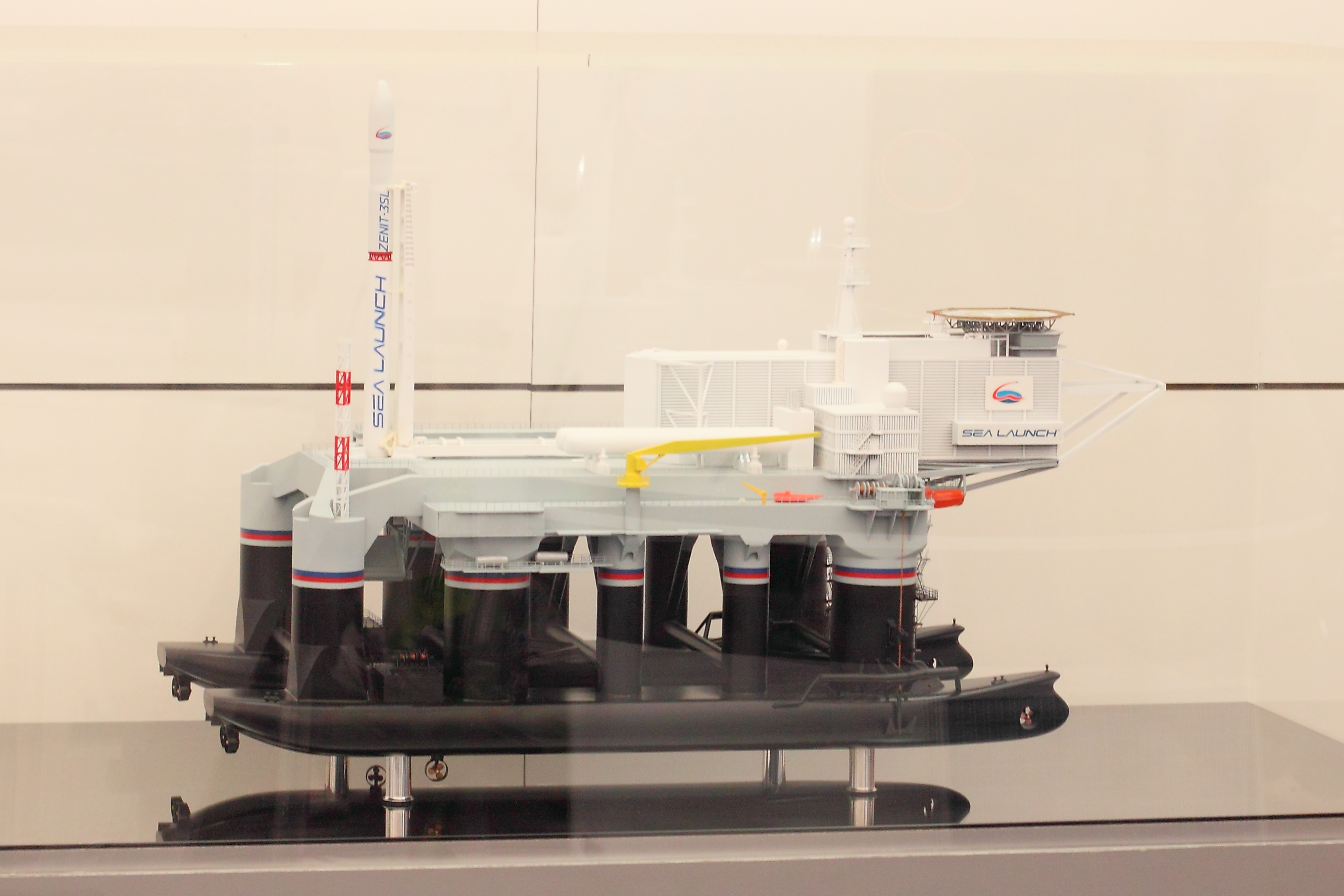
Een model van de Odyssey

Na de ramp lag het enkele jaren bij Dundee tot het werd gekocht door Kværner voor Sea Launch. Van 1995 tot 1999 werd het platform omgebouwd om het geschikt te maken als lanceerplatform. Het werd daartoe verlengd waarbij er twee extra kolommen werden geplaatst, een dynamisch positioneringssysteem werd geïnstalleerd en het dek een hangar kreeg en geschikt werd gemaakt voor lanceringen. Op 27 maart 1999 werd de eerste raket gelanceerd, een Zenit 3SL. Het platform ligt sinds de laatste lancering van Sea Launch in 2014 ongebruikt in de haven van Los Angeles.

## Ocean Odyssey-serie
| Naam           | Werf                            | Jaar          | IMO-nummer |
| -------------- | ------------------------------- | ------------- | ---------- |
| Ocean Odyssey  | Sumitomo Heavy Industries, 1103 | maart 1983    | 8753196    |
| Ocean Alliance | Scott Lithgow, 2002             | februari 1988 | 8752972    |
| Ocean Valiant  | Hyundai Heavy Industries        | oktober 1988  | 8753330    |
| Ocean America  | Hyundai Heavy Industries        | december 1988 | 8752984    |